# Wesley Plaisier
Wesley Plaisier (Hendrik-Ido-Ambacht, 4 maart 1990) is een Nederlandse darter die toernooien van de PDC speelt.

## Carrière
Plaisier nam in 2019 deel aan de Europese Q-School 2019, maar kwam nooit verder dan de laatste 32 waardoor hij geen Tour Card behaalde. Hij kwalificeerde zich toen als een van de Association Member-qualifiers voor de European Darts Open 2019 in Leverkusen, Duitsland. Hij verloor met 6-3 van James Wade in de tweede ronde.
Hij kwalificeerde zich ook voor de Dutch Darts Masters 2019, maar verloor met 6-1 van Brendan Dolan. Een derde European Tour-kwalificatie van 2019 werd veiliggesteld tijdens de European Darts Matchplay 2019, maar Jamie Hughes versloeg hem met 6-5.

### 2022
Plaisier presteerde goed tijdens de German Darts Grand Prix 2022, een toernooi op de Euro Tour van de Professional Darts Corporation. Door Jim Williams, Joe Cullen en Dirk van Duijvenbode te verslaan bereikte hij de kwartfinale, waarin hij werd verslagen door Luke Humphries, de uiteindelijke winnaar van het toernooi.
Plaiser won bij de World Darts Federation de 2022 Six Nations Charity Singles door in de finale Scott Taylor te verslaan met 5-4. Ook won hij in 2022 PDC Challenge Tour 17 door in de finale Robert Thornton te verslaan met 5-3.
Hetzelfde jaar won Plaisier ook zijn eerste major door de inaugurale editie van de WDF World Masters op zijn naam te schrijven. Hij versloeg in de knock-out fase van het toernooi respectievelijk Carlo Ros, Shaun McDonald, Chris Landman, Christian Goedl, Davy Proosten en Danny Lauby om ten slotte in de finale langs Barry Copeland te gaan met een uitslag van 7-2.

### 2023
In 2023 won Plaisier bij de WDF de Open Antwerpen door in de finale met 5-2 te winnen van Matthew Edgar.

### 2024
Hoewel hij op dat moment geen tourkaart had, nam Plaisier op 2 juli deel aan Players Championship 13, waarop hij tweede werd. De Nederlander versloeg achtereenvolgend Thibault Tricole, Adam Hunt, Dom Taylor, Stephen Bunting, Niels Zonneveld en Cameron Crabtree. Zo bereikte hij de finale, waarin hij 104.79 gemiddeld gooide. Ross Smith won de eindstrijd met een gemiddelde van 107.35 en uitslag van 8-7. Een dag later haalde Plaisier opnieuw de finale op Players Championship 14 door Arron Monk, Steve Beaton, Gerwyn Price, Mario Vandenbogaerde, Graham Usher en Ryan Joyce te verslaan. Ditmaal riep Jonny Clayton met een gemiddelde van 106.05 en uitslag van 8-5 Plaisier, die 100.36 gemiddeld gooide, een halt toe.
In oktober verdedigde Plaisier met succes zijn WDF World Masters-titel. In Boedapest ging hij met 7-3 langs Kai Gotthardt in de finale.
Op 16 oktober vond Players Championship 28 plaats. Invaller Plaisier versloeg Matt Campbell, Ritchie Edhouse, Florian Hempel, Krzysztof Ratajski, José de Sousa en Danny Noppert voor een plek in de finale. Hierin passeerde hij Josh Rock, die zes wedstrijdpijlen miste, met een uitslag van 8-7. Zo won hij zijn eerste Players Championship-titel. Gedurende de dag gooide de Nederlander vier gemiddelden van minstens honderd. Alleen Joe Murnan, Krzysztof Ratajski en Scott Williams gingen Plaisier voor in het winnen van een Players Championship zonder in het bezit te zijn van een tourkaart.
Tijdens het Challenge Tour-seizoen won Plaisier twee toernooien en werd hij tweemaal runner-up. Mede hierdoor werd hij tweede op de bijbehorende ranglijst. Zo bemachtigde hij een Tour Card en daarmee toegang tot het professionele circuit voor de volgende twee jaar.

## Resultaten op Wereldkampioenschappen

### PDC
- 2025: Laatste 64 (verloren van Peter Wright met 1-3)

### WDF

#### World Championship
- 2023: Kwartfinale (verloren van Dennis Nilsson met 1-4)

#### World Cup
- 2023: Laatste 64 (verloren van Filip Ljubenko met 3-4)